# Alojzij Šuštar
Alojzij Šuštar (Trebnje, 14 novembre 1920 – Lubiana, 29 giugno 2007) è stato un arcivescovo cattolico sloveno, arcivescovo di Lubiana dal 1980 al 1997.

## Biografia
Šuštar frequentò la scuola pubblica di Trebnje completando gli studi all'Istituto di San Stanislao. Dopo essersi laureato in teologia, ricevette nel 1941 un dottorato in teologia dalla Pontificia Università Gregoriana. Egli è stato ordinato sacerdote a Roma il 27 ottobre 1946. A causa della tubercolosi, andò in una clinica svizzera a Coira. Successivamente divenne cappellano a Saint Moritz (1949-1951) e professore di filosofia e teologia presso il Liceo Maria Hilf di Svitto (1951-1963). Tra il 1971 e il 1976 fu segretario del Consiglio delle Conferenze Episcopali Europee, con sede a San Gallo. Il 23 febbraio 1980 fu nominato da Papa Giovanni Paolo II arcivescovo di Lubiana.
Šuštar partecipò attivamente agli sforzi per l'indipendenza della Slovenia, e per questo, 10 anni dopo l'indipendenza, gli è stata conferita la più alta onorificenza slovena (L'Ordine d'Oro per la Libertà) e nel 1998 è diventato cittadino onorario di Lubiana. Nel 1997 gli succedette l'arcivescovo Franc Rodé. Morì il 29 giugno 2007 nell'Istituto di San Stanislao dove lavorava da dopo la pensione.

## Genealogia episcopale e successione apostolica
La genealogia episcopale è:
- Cardinale Scipione Rebiba
- Cardinale Giulio Antonio Santorio
- Cardinale Girolamo Bernerio, O.P.
- Arcivescovo Galeazzo Sanvitale
- Cardinale Ludovico Ludovisi
- Cardinale Luigi Caetani
- Cardinale Ulderico Carpegna
- Cardinale Paluzzo Paluzzi Altieri degli Albertoni
- Papa Benedetto XIII
- Papa Benedetto XIV
- Papa Clemente XIII
- Cardinale Marcantonio Colonna
- Cardinale Hyacinthe Sigismond Gerdil
- Cardinale Giulio Maria della Somaglia
- Cardinale Carlo Odescalchi, S.I.
- Cardinale Costantino Patrizi Naro
- Cardinale Lucido Maria Parocchi
- Papa Pio X
- Cardinale Gaetano De Lai
- Cardinale Raffaele Carlo Rossi, O.C.D.
- Cardinale Amleto Giovanni Cicognani
- Arcivescovo Michele Cecchini
- Arcivescovo Alojzij Šuštar

La successione apostolica è:
- Cardinale Franc Rodé (1997)